# Isachne ciliatiflora
Isachne ciliatiflora är en gräsart som beskrevs av Keng f. Isachne ciliatiflora ingår i släktet Isachne och familjen gräs. Inga underarter finns listade i Catalogue of Life.